# Guillaume-Albert Teniers
Guillaume-Albert Teniers (Leuven, 20 april 1748 - Amsterdam, 12 februari 1820) was een Nederlands violist en componist afkomstig uit de Zuidelijke Nederlanden.
Hij kreeg zijn opleiding in zijn geboortestad, alwaar hij ook al snel les begon te geven. Al vroeg trok Teniers als violist in de driehoek Nederland, Frankrijk en Duitsland. Vaste betrekking volgden in 1775 bij het Brussels Théâtre des Spectacles en vanaf 1780 bij de Franse Opera in Den Haag, alwaar hij ook concertmeester was. In 1792 streek hij neer bij de Franse Opera in de Koninklijke Muntschouwburg in Brussel. Daar bleef hij niet lang voordat het rondreizen weer een aanvang nam. Rond 1800 was hij in Hamburg te vinden, waar hij eerste violist was. Hij trouwde er en schreef zijn Drie sonaten voor altviool met begeleiding van een tweede altviool; het werd door Böhme uitgegeven. Een definitieve plek verkreeg hij bij de Franse opera in Amsterdam, hij werd er eerste violist en op latere leeftijd tweede violist. Hij zou er tot zijn dood blijven spelen. Destijds was het dan gewoon om ook muziekleraar te worden.
Volgens zijn verklaring van overlijden overleed hij (Guilelmus Albertus) in zijn woning aan de Utrechtsedwarsstraat.
Hij schreef voornamelijk werken voor de viool en altviool (2e stem) waarvan een enkele de 21e eeuw haalde:
- 3 Violinkonzerte op.1 (Amsterdam, 1782)
- 3 Sonates pour le violon avec accompagnement d’un alto op.3 (Amsterdam, 1786)
- Trois airs variés pour le violon op. 5
- 3 Sonates pour le violon avec accompagnement d’un alto op.6 (Amsterdam, 1800)
- Andante avec La Roxolane de Mr. Joseph Haydn, Bearbeitung für Violine und Bratsche
- Six variations sur l’angloise de Mlle Foriosa la cadette, für zwei Violinen

Het is bekend dat hij één of meerder werden opdroeg aan Duquesnoy (Charles-François-Honoré Lanctin), dirigent van de Franse schouwburg in Hamburg, die ook van Zuid-Nederlandse kom af was.
Volgens meerdere van onderstaande bronnen zou hij achterkleinkind (arrière-petit-fils) zijn van David Teniers II, schilder en musicus.